# Саут-Ковентрі (переписна місцевість, Коннектикут)
Саут-Ковентрі (англ. South Coventry) — переписна місцевість (CDP) в США, в окрузі Толленд штату Коннектикут. Населення — 1612 особи (2020).

## Географія
Саут-Ковентрі розташований за координатами 41°45′46″ пн. ш. 72°17′46″ зх. д. / 41.76278° пн. ш. 72.29611° зх. д. (41.762763, -72.295990).  За даними Бюро перепису населення США в 2010 році переписна місцевість мала площу 8,38 км², з яких 8,37 км² — суходіл та 0,01 км² — водойми.

## Демографія
Згідно з переписом 2010 року, у переписній місцевості мешкали 1483 особи в 623 домогосподарствах у складі 378 родин. Густота населення становила 177 осіб/км².  Було 658 помешкань (79/км²).
Расовий склад населення:
| - 94,4 % — білих - 1,9 % — чорних або афроамериканців - 0,8 % — азіатів - 0,4 % — корінних американців |

До двох чи більше рас належало 1,7 %. Частка іспаномовних становила 2,9 % від усіх жителів.
За віковим діапазоном населення розподілялося таким чином: 21,6 % — особи молодші 18 років, 66,7 % — особи у віці 18—64 років, 11,7 % — особи у віці 65 років та старші. Медіана віку мешканця становила 42,4 року. На 100 осіб жіночої статі у переписній місцевості припадало 98,3 чоловіків;  на 100 жінок у віці від 18 років та старших — 93,5 чоловіків також старших 18 років.
Середній дохід на одне домашнє господарство  становив 78 270 доларів США (медіана — 75 099), а середній дохід на одну сім'ю — 86 016 доларів (медіана — 83 158). За межею бідності перебувало 1,1 % осіб, у тому числі 0,0 % дітей у віці до 18 років та 3,5 % осіб у віці 65 років та старших.
Цивільне працевлаштоване населення становило 608 осіб. Основні галузі зайнятості: освіта, охорона здоров'я та соціальна допомога — 34,5 %, будівництво — 20,9 %, виробництво — 10,2 %, науковці, спеціалісти, менеджери — 7,7 %.